# Carl Vincenti
Carl Vincenti (* 1871; † 1940 in München) war ein deutscher Fotograf und Inhaber eines Fotostudios in Daressalam, Deutsch-Ostafrika. Seine Fotografien aus der Zeit von 1894 bis ca. 1914 umfassen eine Vielzahl von Motiven, darunter Aufnahmen von Deutschen und Einheimischen, kolonialen Bauwerken und Stadtansichten sowie Landschaftsaufnahmen, die Ausschnitte aus dem Alltagsleben und der Natur im damaligen Deutsch-Ostafrika dokumentieren.
Exemplare seiner Fotografien und Postkarten befinden sich in den Sammlungen des Deutschen Historischen Museums, des Ethnografischen Museums in Budapest sowie deutscher und US-amerikanischer wissenschaftlicher Bibliotheken. 

## Leben und Wirken
Vincenti wuchs im bayrischen Miesbach auf. Informationen über die Umstände seiner Reise nach Deutsch-Ostafrika sowie seine Ausbildung als Fotograf sind bisher nicht dokumentiert. Ab circa 1894 war Vincenti in Daressalam als Fotograf und Verleger in seiner „Photographischen Anstalt und Handlung photographischer Artikel“ tätig. Spätestens ab 1914 produzierte er Ansichtskarten auch durch den "Kunstverlag C.Vincenti, Daressalam". Als Verleger stellte er sowohl Einzelabzüge wie auch Bildpostkarten her und versah diese zum Teil mit seinem Firmenstempel und dem Jahr der Aufnahme.

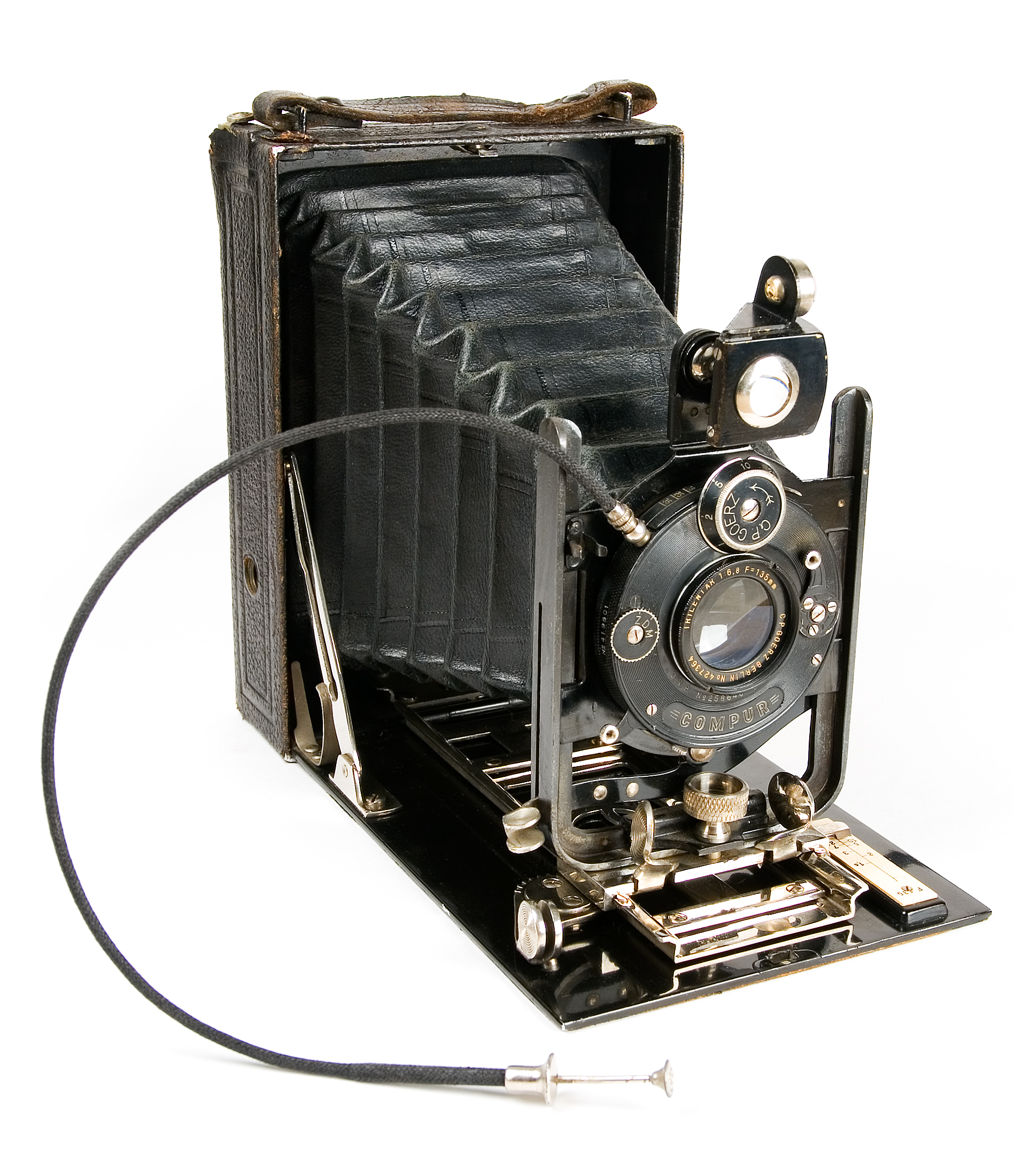
Klappkamera der Firma Goerz

Walther Dobbertin, der später ebenfalls professioneller Fotograf in Deutsch-Ostafrika wurde, arbeitete nach seiner Ankunft um 1903 für einige Jahre für Vincentis Fotostudio. Zwischen Vincenti und Dobbertin kam es allerdings bald zu einem heftigen Streit, der auch vor Gericht ausgetragen wurde. Vincenti warf Dobbertin vor, fotografisches Material gestohlen bzw. unterschlagen zu haben.
Aufgrund seiner Erfahrungen als ortsansässiger Fotograf konnte Vincenti auch Fotografen Ratschläge erteilen, die sich vorübergehend in Deutsch-Ostafrika aufhielten. So korrespondierten die deutschen Paläontologen Werner Janensch und Edwin Hennig, die ihre bedeutenden Ausgrabungen von Dinosaurier-Fossilien in Tendaguru auch fotografisch dokumentierten, mit Vincenti über technische Probleme zu ihren Fotografien in den Jahren 1909 und 1910. Außerdem berichtete der Kolonialbeamte Oscar Bongart in seinen Aufzeichnungen zu fotografischen Aufnahmen in den Tropen, dass er gelungene Fotografien erst mit einer Goerz-Anschütz-Klappkamera erzielen konnte, die ihm Vincenti geliehen hatte.
Neben seiner Tätigkeit als Geschäftsmann war Vincenti auch Mitglied des Gouvernementsrates. 1896 brachten die deutschen Behörden Chalid ibn Barghasch, den exilierte Sultan von Sansibar, in Vincentis Haus unter, wo er fortan lebte. Im Ersten Weltkrieg war Vincenti Mitglied des Stadt-Komitees in Daressalam. In letzterer Eigenschaft führte er auch nach der deutschen Niederlage im Ersten Weltkrieg und dem Ende der deutschen Kolonie Schriftwechsel mit dem Reichs-Kolonialministerium in Berlin und dem englischen District Political Officer über die Rückführung der Deutschen.

### Fotografisches Werk

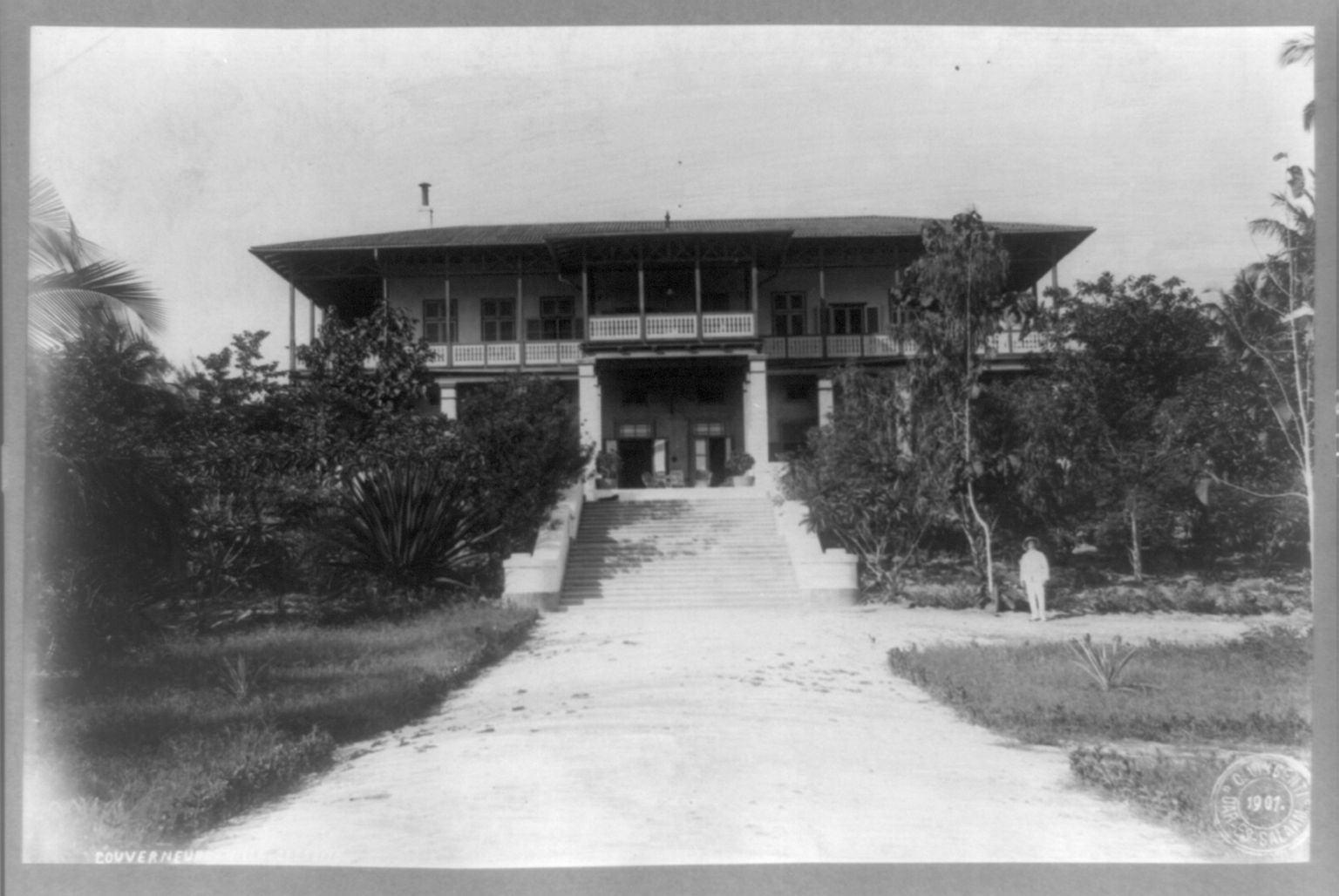
Residenz des Gouverneurs in Daressalam

Als visuelle Dokumente in europäischen und amerikanischen Sammlungen bieten Vincentis historische Fotografien Einblicke in die Geschichte, Bevölkerung, Kultur und natürliche Beschaffenheit der Kolonie Deutsch-Ostafrika. Seine Fotos dokumentieren Szenen des täglichen Lebens wie Märkte, Dörfer und traditionelle Zeremonien, Mitglieder der deutschen kolonialen Gesellschaft sowie Einheimische aus verschiedenen ethnischen Gruppen. Daneben existieren Aufnahmen, die koloniale Bauwerke und Ansichten aus Deutsch-Ostafrika, Landschaften, Tiere und die Natur der Kolonie aus der Zeit von 1894 bis ca. 1907 abbilden. Vincentis Fotografien entstanden sowohl im Fotostudio als auch im Freien und wurden bis 1919 in mehreren Werken zu Deutsch-Ostafrika abgedruckt.
Die Verhandlungen des Deutschen Kolonialkongresses, 1905, zu Berlin am 5., 6. und 7. Oktober 1905 kommentierten Vincentis Aufnahmen wie folgt: „Diese sehr schönen Bilder von stattlichem Format stellen Vegetations-Ansichten, landschaftliche Szenerien und Volkstypen aus unserer ostafrikanischen Kolonie [...] dar.“

#### Aufnahmen der Kolonialherrschaft

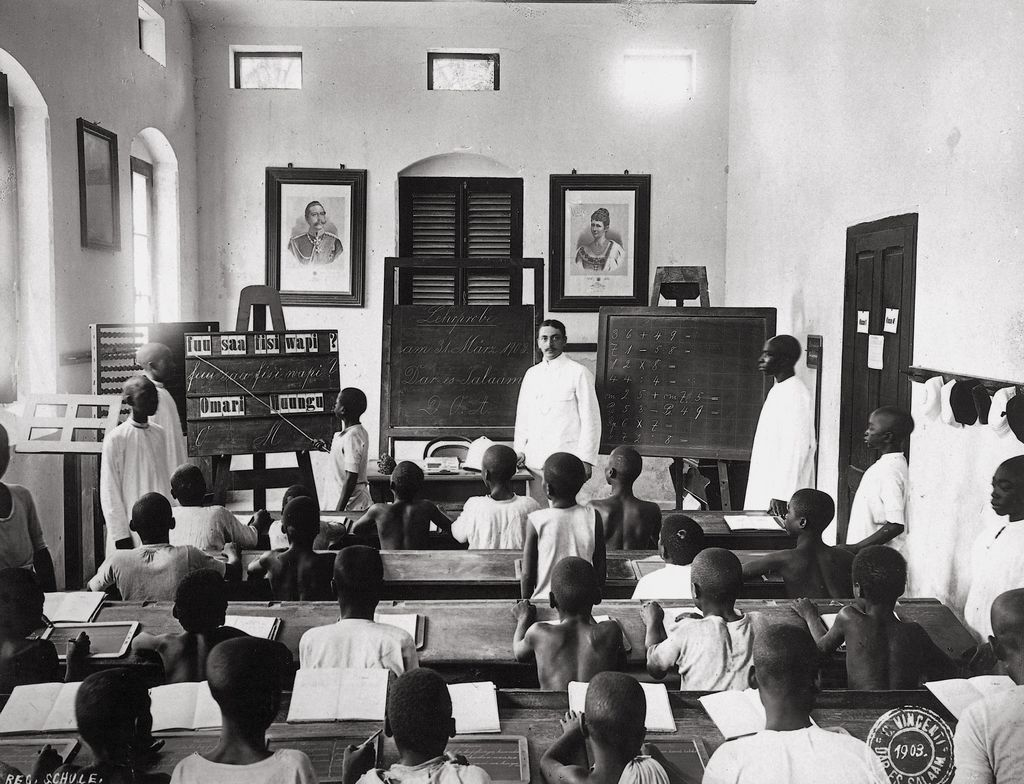
Regierungsschule mit Lehrer und Schülern, 1903

Vincentis Aufnahmen von Szenen des kolonialen Lebens in Daressalam zeigen unter anderem den Hafen, Straßenzüge und Wohnhäuser, eine Militärparade zu Kaisers Geburtstag, einen Appell der Askari genannten afrikanischen Truppen mit deutschen Offizieren in weißer Uniform, Spielleute der kaiserlichen Schutztruppe für Deutsch-Ostafrika oder einen Kolonialbeamten im Feld auf einem Klappstuhl vor seinem Zelt sitzend, mit einheimischem Diener.
Auf Vincentis Foto aus einer Regierungsschule von 1903 sind ein deutscher Lehrer und einheimische Schüler anlässlich einer Lehrprobe zu sehen. Die Schultafeln weisen sowohl Beispiele aus dem Unterricht für das Lesen und Schreiben in der Swahili-Sprache mit lateinischen Buchstaben als auch für den Unterricht im Rechnen auf.

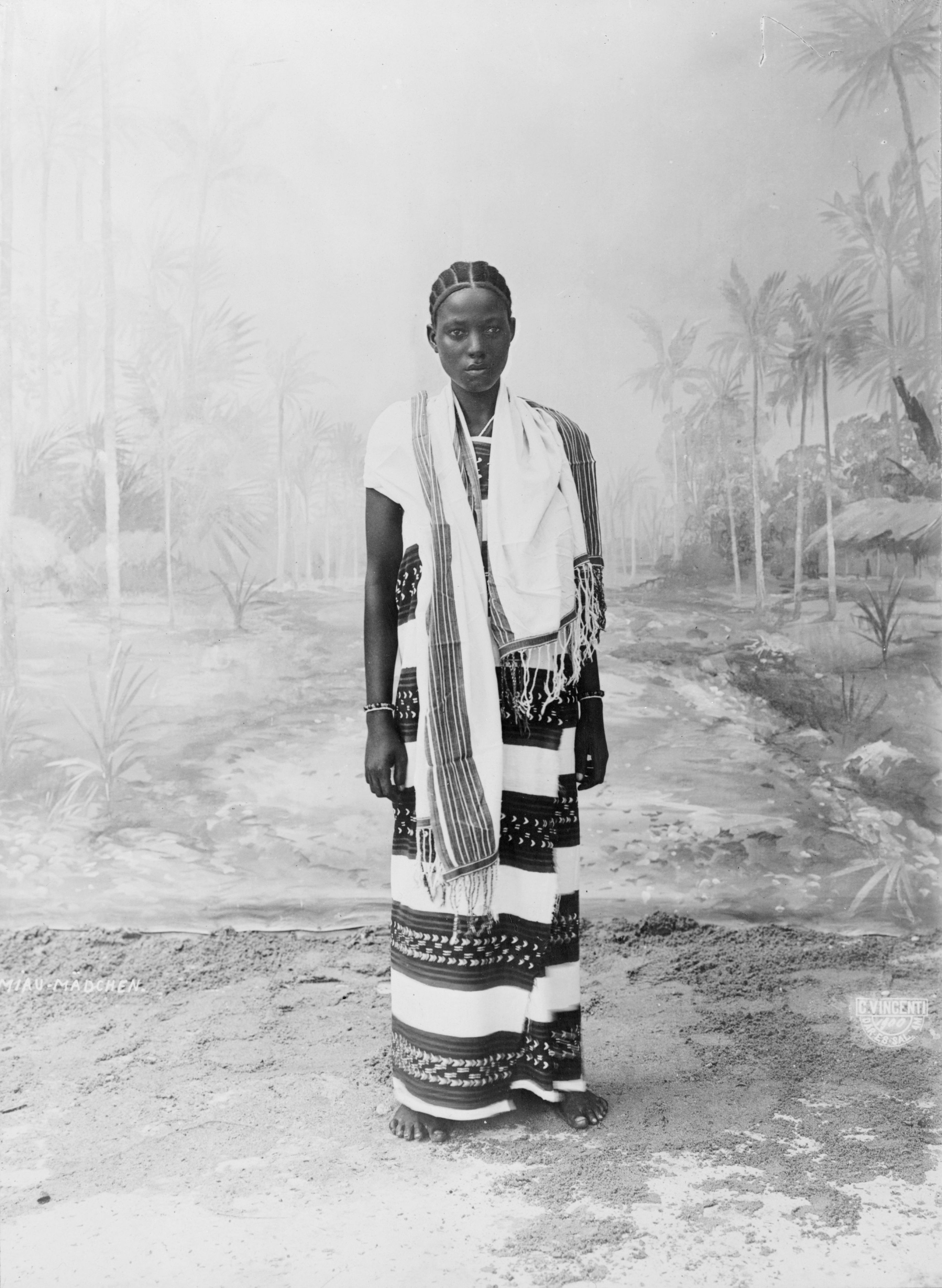
Studioaufnahme einer jungen Wayao-Frau

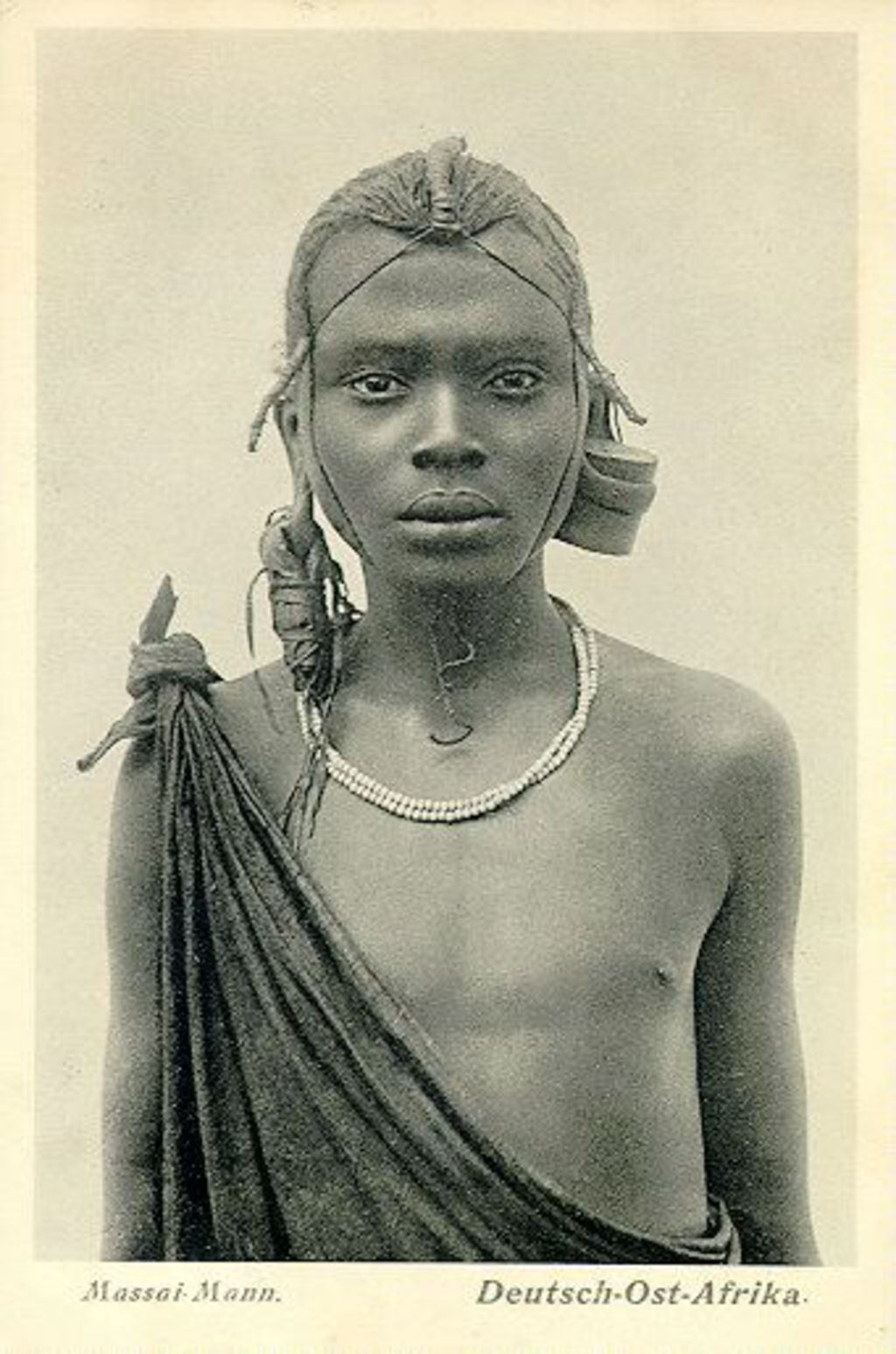
Bildpostkarte mit Porträt eines jungen Massai, 1900

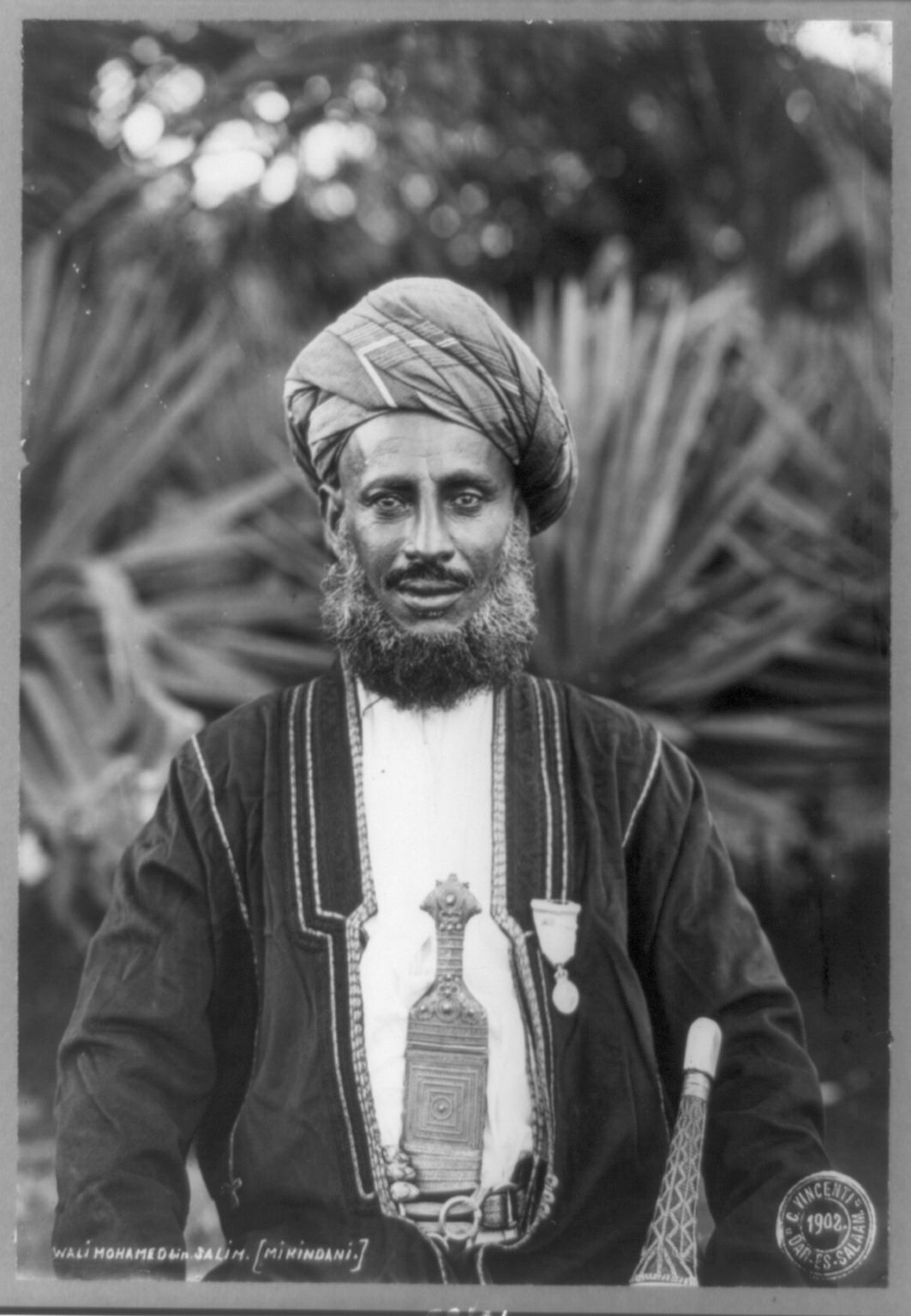
Porträt des Wālī Mohamed bin Salim, 1902

#### Aufnahmen einheimischer Menschen
Die erhaltenen Aufnahmen Vincentis umfassen zahlreiche Abbildungen von einheimischen Menschen und ihrem Alltagsleben unter kolonialer Herrschaft. Hierzu zählen Vertreter von Ethnien in Tanganjika wie die Nyamwezi, Wahere, Wayao, Wagogo, Massai, Swahili sowie Kaufleute indischer Abstammung und sogenannte Araber, eine aus Verbindungen arabischer Einwanderer mit afrikanischen Frauen stammende Bevölkerungsgruppe.
Unter den fotografierten Porträts einheimischer Menschen befinden sich inszenierte Studioaufnahmen vor einem damals üblichen gemalten Hintergrund: Eines zeigt die Vollansicht einer stehenden jungen Frau der Wayao-Ethnie aus dem Süden Tansanias mit traditioneller Kleidung und Haartracht.
Ein weiteres zeigt eine Dreiviertel-Ansicht eines Jungen und einer jungen Frau der Swahili. Der Junge trägt die landestypische islamische Kopfbedeckung Kofia und das Hemdkleid Kanzu; die junge Frau einen Turban und das Wickelkleid Kanga, dazu Halsketten, Ohrringe und Armreifen. Ebenso wie auf den zuvor genannten Porträts hat ein junger Mann der Massai-Ethnie mit typischer Haartracht seinen Blick auf die Kamera gerichtet.
Dagegen sind auf einer Aufnahme im Freien ein Mann und eine Frau mit einem Jungen unter der Bezeichnung „Familie (einheimisch)“ zu sehen. Sie tragen Kangas und sitzen vor einem Zelt, den Blick auf die Kamera gerichtet. Andere Aufnahmen dokumentieren Einheimische bei einem ngoma-Tanz oder mit einem afrikanischen Brettspiel.
Das Halbporträt des Wālī Mohamed bin Salim, eines Würdenträgers aus Mikindani, zeigt den Porträtierten mit typischen Kleidungsstücken seiner arabischen Abstammung und dem Krummdolch Jambia.
Außerdem dokumentierte Vincenti Szenen mit afrikanischen Arbeitern beim Bau von Eisenbahngleisen, aus einem Expeditionslager oder von einer Karawane mit Trägern und Stoßzähnen, die von den Arbeitsbedingungen unter kolonialer Herrschaft in Deutsch-Ostafrika zeugen. Daneben wurden Aufnahmen von Vincenti auch in Veröffentlichungen, zum Beispiel des Botanikers Walter Busse über die Pflanzen und Landwirtschaft in Deutsch-Ostafrika, veröffentlicht.

## Rezeption

### Historische Studien und Bildwissenschaft
Aufnahmen aus Deutsch-Ostafrika dienen wie andere historische Bilder und Texte als Dokumente für die Forschung zur Geschichte Ostafrikas und seiner Bewohner sowie ihrer Bedeutung für den Betrachter. Hier sind insbesondere Wissenschaften wie die Visuelle Anthropologie, Visual History und historische Bildwissenschaft zu nennen.
So zeigt beispielsweise eine Webseite des Deutschen Historischen Museums zu Deutsch-Ostafrika als Ergänzung zum Text Vincentis Foto eines kolonialen Schulraums mit Tafeln zum Unterricht und Wandbildern des deutschen Kaisers Wilhelm II. und seiner Gattin. Oben auf derselben Webseite befindet sich ein weiteres historisches Foto, das den deutschen Fotografen Otto Haeckel während dessen Reise nach Deutsch-Ostafrika mit einer Balgenkamera auf Stativ vor einer Hütte zeigt. Ein kolonialgeschichtliches Forschungsprojekt zur Sammlung des Botanikers Karl Braun veröffentlichte 2024 ein Panoramabild Vincentis  der Forschungsstation Amani in den Usambara-Bergen.
Im Vergleich zu den Fotografien von Kolonialbeamten, Wissenschaftlern und Amateuren wurden von den kommerziellen Fotografen, die den seit den 1880er Jahren stark expandierenden europäischen Markt für Aufnahmen aus Afrika bedienten, weniger authentische Bilder von Afrika und seinen Völkern geschaffen. Kommerzielle Fotostudios produzierten ansprechende und verkaufsfördernde Fotografien, indem sie die fotografierten Personen sorgfältig in bestimmten Posen und mit „typischer“ Kleidung und Schmuck in Szene setzten. Ihre manipulierten Darstellungen trugen somit zur Stereotypisierung Afrikas und der Afrikaner bei. Im Kontext der Postcolonial Studies, der Visuellen Kultur und der Kritischen Weißseinsforschung werden solche Darstellungen mit dem Begriff kolonialer Blick bezeichnet.
Eine Studie zur deutschen Kolonialfotografie mit Bezug zu dem damals zu Deutsch-Ostafrika gehörenden Gebiet des modernen Staates Ruanda versucht, anhand einer Bildpostkarte aus Vincentis Verlag Hintergründe über ihre Entstehung zu erörtern. Darauf sind zwei Männer in traditioneller Kleidung zu sehen, die als „Watussi-Sultane. Deutsch-Ostafrika.“ bezeichnet sind. Darüber hinaus sind jedoch keine weiteren Angaben zu dieser Aufnahme im kolonialen Bildarchiv der Universitätsbibliothek Frankfurt am Main enthalten. Auch wenn der Fotograf dieser Aufnahme unbekannt ist, geht die Autorin der Studie davon aus, dass Vincenti als Verleger großes Interesse an Bildern von Mitgliedern des ruandischen Königreichs hatte. Im Kontext ihrer Bildanalyse kolonialer Fotografien stellt die Autorin abschließend fest: „Die Ergebnisse von Vincentis Arbeit treten also vor Augen, ohne lebensgeschichtliche oder kolonialpolitische Aussagen über die Hintergründe seiner Bilderwelt treffen zu können.“

### Vincentis Fotografien in Sammlungen
In Deutschland befinden sich Fotografien und Ansichtskarten von Vincenti in den Sammlungen des Deutschen Historischen Museums, der Museumsstiftung Post und Telekommunikation, der Universität Frankfurt am Main sowie des Ethnologischen Museums Berlin. In letzterer befindet sich neben einzelnen Positivabzügen in Schwarz-Weiß auch ein Fotoalbum mit dem Titel Original-Aufnahmen aus Deutsch-Ostafrika; Dar-es-Saalam [sic] aus den Jahren 1901–1902 mit Silbergelatineabzügen auf Karton mit Vincentis Firmenzeichen und dem Vermerk „Vervielfältigung vorbehalten“.
Das Ethnografische Museum in Budapest besitzt eine Serie von Vincentis Aufnahmen vom Bau und Betrieb einer katholischen Missionsstation der Benediktinerkongregation von St. Ottilien in den Jahren 1894–1895 im südlich von Daressalam gelegenen Kurasini. Diese sind mit dem Vermerk „Originalaufnahme u. Verlag von C. Vincenti, Dar-es-Salaam. Ost-Afrika“ versehen und wurden von Vincenti auch als Bildpostkarte vertrieben.
In den USA bestehen eine umfangreiche Sammlung in der Beinecke Rare Book and Manuscript Library der Yale University sowie eine kleinere in der Frank and Frances Carpenter Collection der Library of Congress in Washington, D.C.
Auch private Sammler besitzen historische Fotos von Vincenti. So versteigerte das Auktionshaus Sotheby’s ein Fotoalbum zu Sansibar und Daressalam, worin 32 Fotos den runden Firmenstempel von Vincenti tragen. Weiterhin verkaufte die Kunstagentur Artnet 2014 eine Sammlung von 58 Original-Fotografien Vincentis aus Deutsch-Ostafrika.

## Auszeichnungen
- 1905: Silbermedaille auf der Louisiana Purchase Exposition, St. Louis[49]